# Pro-Palestijnse demonstraties aan de UvA (2024)
In 2024 vonden er op diverse locaties van de Universiteit van Amsterdam (UvA) meerdere demonstraties plaats met betrekking tot de Israël-Gaza-oorlog, waarin de Palestijnse zaak door de demonstranten werd uitgedragen en voornamelijk werd gepleit voor het breken van banden tussen de universiteit en Israëlische instituties. De demonstraties aan de UvA waren de eerste in een landelijke reeks vergelijkbare gebeurtenissen aan bijna alle Nederlandse universiteiten en vonden plaats in de context van studentenprotesten in het buitenland. De demonstraties leidden tot landelijke media- en politieke aandacht, mede door de demonstratietechnieken (waaronder bezettingen en het opwerpen van barricades) en de gewelddadige reacties vanuit de politie.
De aanleiding voor de protesten was het langdurige gebrek aan reactie vanuit de UvA na de Hamas-aanval in Israël op 7 oktober 2023. Doordat een reactie lang op zich liet wachten werd er 20 oktober 2023 voor het eerst gedemonstreerd. De reactie van de UvA was toen dat politieke demonstraties niet waren toegestaan op de campus. Een gebrek aan verdere inhoudelijke reactie en oplopende spanningen leidden in maart 2024 tot de eerste demonstratie waarbij er toegang tot een campuslocatie werd versperd, namelijk naar het Amsterdam University College op het Science Park. Er werden 19 arrestaties verricht.
De kosten voor het herstellen van aangerichte schade werd na de demonstraties begin mei op 1,5 miljoen euro geschat, alhoewel de exacte kosten in augustus 2024 nog niet bekend waren. De UvA is voornemens deze kosten civielrechtelijk op demonstranten te verhalen. Later maakte de UvA op haar eigen website bekend dat de totale kosten van de schade door de protesten in mei en juni 2024 was uitgekomen op 4,1 miljoen euro.

## Tentenkamp op Roeterseiland
Op de middag van 6 mei 2024 werd er een tentenkamp opgezet op een grasveld op de Roeterseilandcampus door studenten en medewerkers van de UvA. Deze demonstratie trok gedurende de dag honderden demonstranten. Achter de demonstratie zaten onder andere de groepen Studenten voor Rechtvaardigheid in Palestina en AUFreePalestine. De demonstranten hadden een aantal eisen, waaronder openheid over banden van de universiteit met Israëlische instituties en het verbreken van samenwerkingen met Israëlische academische instellingen en bedrijven die werken in bezet Palestijns gebied. Burgemeester van Amsterdam Femke Halsema besloot over te gaan tot ontruiming door de politie, nog voordat er aangifte was gedaan, wat de volgende dag pas gebeurde. Bij de ontruiming werd de Mobiele Eenheid ingezet tegen de demonstranten en werden onder andere shovels ingezet om barricades te ruimen. Er werden 169 demonstranten aangehouden.
De demonstratie werd eenmalig verstoord door een groep tegenstanders die gebruik maakten van vuurwerk en fakkels en slaags raakten met demonstranten. Zij werden door de demonstranten van het terrein geweerd.

## Bezetting van het Oudemanhuispoort-complex en demonstratie op Rokin

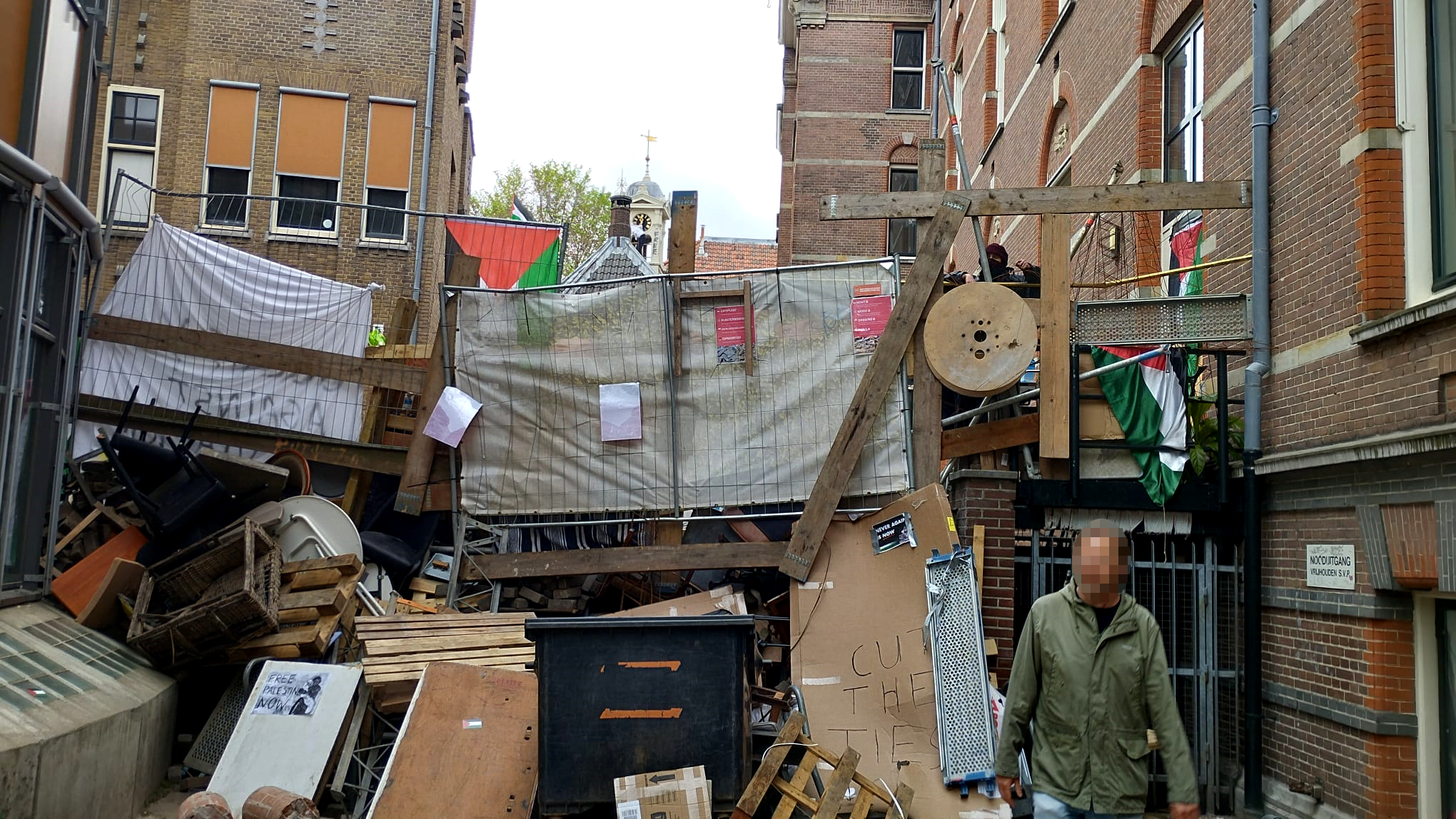
De hoogste van de barricades die rond het Oudemanhuispoort-complex werd opgeworpen.

Op 7 mei ontstond op de Roeterseilandcampus een tweede demonstratie, in reactie op het harde optreden de dag ervoor. Deze demonstratie trok ruim duizend mensen en bewoog in een stoet naar het faculteitsgebouw van de Faculteit der Geesteswetenschappen, dat bekend staat als de Oudemanhuispoort. Dit complex van gebouwen werd door de demonstranten bezet. Er werden barricades opgeworpen waardoor er een afgesloten zone ontstond bestaande uit buitenruimte en gebouwen, waaronder de Amsterdamse Academische Club.

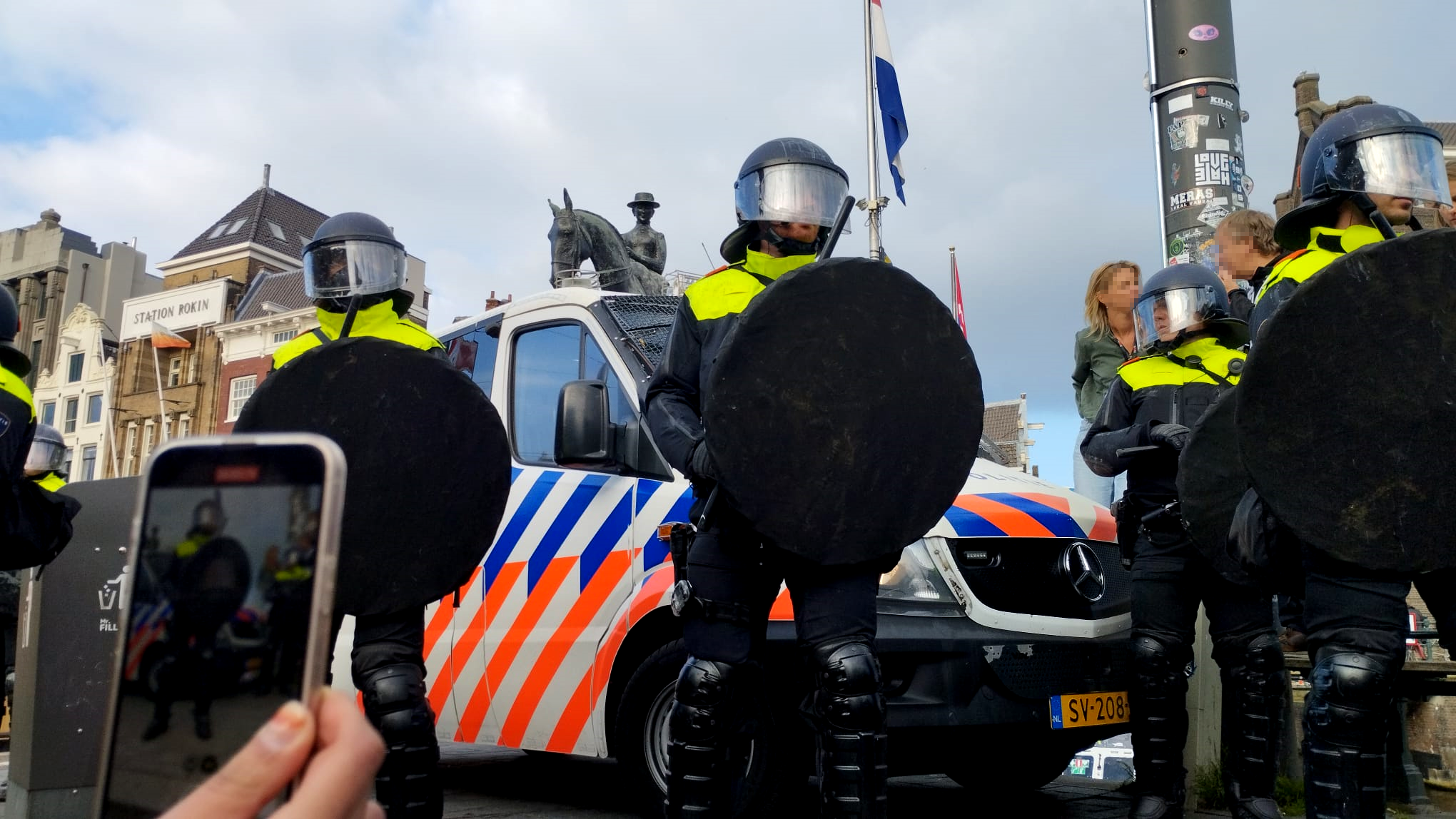
Inzet van de Mobiele Eenheid bij de demonstratie op Rokin.

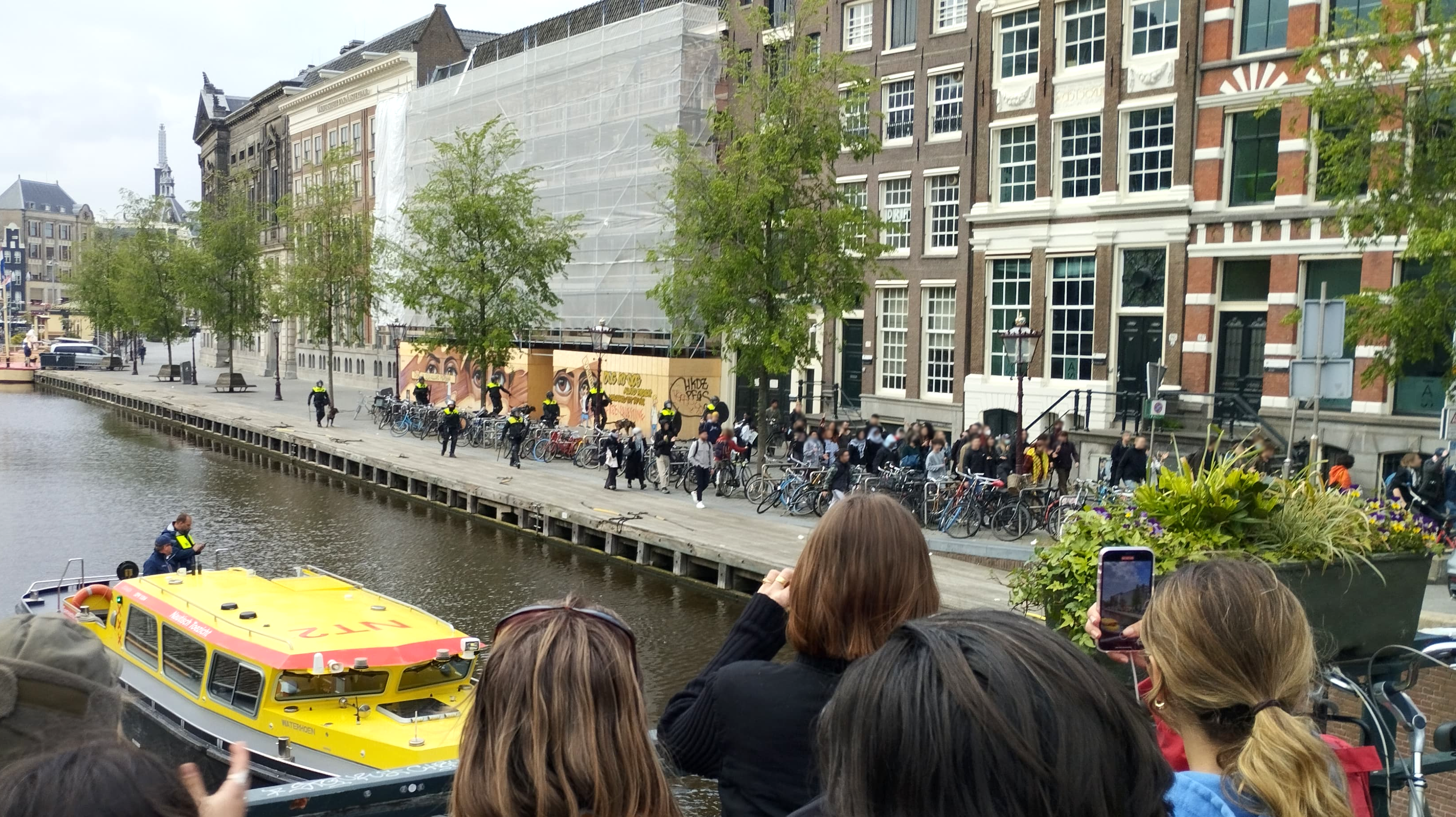
Demonstranten worden van de Oude Turfmarkt verwijderd door middel van ME met honden.

De bezetting werd de volgende dag ontruimd, op 8 mei. Hier gingen enkele gespreksrondes tussen het College van Bestuur van de UvA en onderhandelaars namens de demonstranten aan vooraf. Ook bij deze demonstratie werd gebruik gemaakt van shovels om barricades te ruimen en werd geweld ingezet. Amsterdams Gemeenteraadslid Jazie Veldhuyzen werd door de Mobiele Eenheid van het dak van het bezette pand gehaald. Bij de ontruiming werden 36 mensen opgepakt. Eén van hen verloor het bewustzijn en werd geholpen door een aanwezige mededemonstrant toen de politie niet direct een ambulance belde.
Samenhangend met en aansluitend op de bezetting vond er een demonstratie plaats rond Rokin, ter hoogte van het Spui, waarbij een politielinie de Langebrugsteeg en omliggende straten afsloot en demonstranten de breedte van de straat bezette. Gedurende de middag en avond vonden een aantal clashes tussen de politie en demonstranten plaats. In de avond werd door middel van charges met de lange wapenstok en politiehonden het Rokin ontruimd en werden de demonstranten naar het Rembrandtplein verdreven. Voorafgaand aan de ontruiming vond een incident plaats waarbij er ammoniak gegooid werd naar agenten.

## Andere demonstraties

### Aan de UvA
Op 13 mei werd er een walk-out georganiseerd door studenten en medewerkers van de UvA, die circa 1.500 demonstranten trok. In een campusgebouw werden tenten opgezet, maar het kwam niet van een langdurige bezetting. Eén demonstrant werd later veroordeeld voor vernielingen tijdens deze demonstratie.
Van 17 op 18 juni 2024 stond er een tentenkamp van enkele tientallen tenten opgezet op het Amsterdam Science Park. Dit kamp werd zonder geweld vrijwillig verlaten na een gesprek met de Burgemeester en een vordering van de politie.
Op 6 september 2024 vond er nogmaals een demonstratie plaats op de Roeterseilandcampus. De demonstratie verliep zonder geweld, al werden politie en PowNed-medewerkers wel verdreven van de campus. De demonstratie verplaatste zich later in de middag naar het Maagdenhuis, waar twee minuten stilte werden gehouden voor de slachtoffers van de oorlog in Gaza.

### Elders in het land
In 2024 vonden ook pro-Palestijnse protesten plaats aan Erasmus Universiteit Rotterdam,  Universiteit Utrecht, Rijksuniversiteit Groningen, Universiteit Leiden, Tilburg University, Vrije Universiteit Amsterdam, Wageningen University, Universiteit Maastricht, Radboud Universiteit, TU Eindhoven, TU Delft, en Universiteit Twente.

## Ontvangst
De demonstraties waren de aanleiding voor Kamervragen die door de Minister van OCW werden beantwoord. Premier Mark Rutte gaf aan dat hij de demonstraties te ver vond gaan.
Namens Amnesty International waren er waarnemers aanwezig bij enkele demonstraties. Zij waren kritisch op de inzet van geweld en het gebrek aan de-escalatie door de politie bij de ontruiming van het Oudemanhuispoort-complex, en drongen aan op een onderzoek hiernaar. Een arts die aanwezig was bij deze demonstratie schreef voor het Parool een stuk over het ernstige politiegeweld dat onder andere tegen hulpverleners is ingezet.